# Харистеас, Ангелос
А́нгелос Харисте́ас (греч. Άγγελος Χαριστέας; род. 9 февраля 1980[…], Сере) — греческий футболист, выступал на позиции нападающего. Чемпион Европы 2004 года. Автор победных голов в четвертьфинале и финале Евро-2004.

## Биография
Футбольную карьеру начал в любительском клубе родного города. В 1997 году подписал первый профессиональный контракт с «Арисом». В 1999 году в составе «Ариса» дебютировал в еврокубках. Летом 2002 года перешёл в «Вердер». В 2004 году в составе «Вердера» стал чемпионом Германии. В 2005 году перешёл в «Аякс». Амстердамский клуб видел в нём замену ушедшему Златану Ибрагимовичу. После смены тренера в клубе оказался в запасе и перешёл в «Фейеноорд», однако и там не закрепился. 6 июля 2007 года подписал контракт с «Нюрнбергом». С 2001 года выступает за сборную Греции, в составе которой дебютировал в феврале 2001 года в товарищеском матче с Россией (3:3), отметился дублем. Чемпион Европы 2004 года.

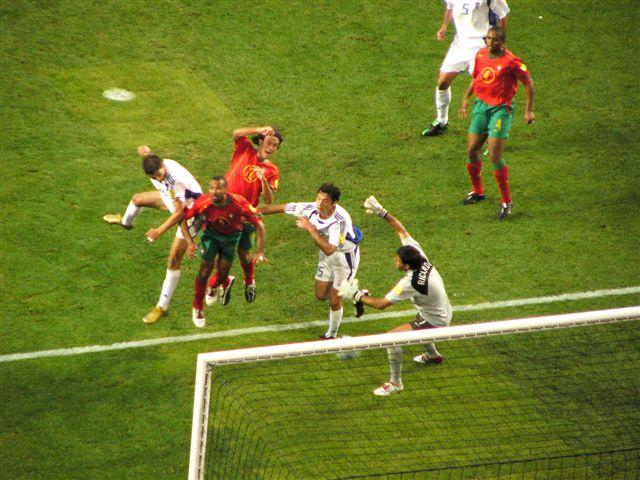
Харистеас забивает победный гол в финале Евро-2004

В феврале 2009 года перешёл из «Нюрнберга» в леверкузенский «Байер» на правах аренды до конца сезона. В первом матче забил один мяч, но «Байер» уступил «Штутгарту» 2:4. По окончании сезона грек вернулся в «Нюрнберг», за который провёл 19 матчей и забил 1 мяч. Летом главный тренер клуба, Дитер Хекинг сообщил Ангелосу, что более на него не рассчитывает.
17 августа 2010 года на правах свободного агента, Харистеас перешёл во французский клуб «Арль-Авиньон», но уже 26 ноября 2010 года контракт футболиста и клуба был расторгнут по обоюдному решению. Сам футболист сказал: «Я не мог остаться. Подписав этот контракт, я совершил большую ошибку. Это был чужой мир. Я сразу почувствовал дискомфорт. Мне никогда не приходилось сталкиваться с такой организацией работы в клубе. Подписание того контракта — худшее решение в моей жизни».
31 января 2011 года игрок подписал контракт с немецким клубом «Шальке 04» сроком до конца сезона 2010/11.
27 июля 2011 года на правах свободного агента подписал контракт на один год с клубом «Панетоликос» из города Агринион.
1 июля 2012 стал свободным агентом, а 19 февраля 2013 перешёл в «Аль-Наср» из Саудовской Аравии. В июле 2013 завершил карьеру.

## Достижения

### Командные
- Чемпион Германии: 2003/04
- Обладатель Кубка Германии: 2003/04, 2010/11
- Обладатель Кубка Нидерландов: 2005/06
- Чемпион Европы: 2004

### Личные
- Входит в состав символической сборной чемпионата Европы 2004
- Рекордсмен сборной Греции по количеству голов на чемпионатах Европы: 4 гола